# Saint-Pierre-du-Mont (Landes)
Saint-Pierre-du-Mont è un comune francese di 9 294 abitanti situato nel dipartimento delle Landes nella regione della Nuova Aquitania.

## Società

### Evoluzione demografica
Abitanti censiti